# Росцишевский, Ян Эмерик
Ян Эмерик Росцишевский (пол. Jan Emeryk Rościszewski, род. 1965) — польский дипломат, посол Польши во Франции (с 2022).

## Биография
Учился в Варшавском университете, в 1988 окончил исторический факультет Люблинского католического университета, а в 1990 закончил Институт политических исследований в Париже. В 1996 получил лицензию страхового брокера.
С первой половины 1990-х профессионально работал в страховых компаниях, первоначально работая во Франции в группах Axa и Azur]. С 1996 был связан с Cardif Polska, которая является частью финансовой группы BNP Paribas. В 1997 принял на себя управление группой в Польше, а с 1998 по 2016 был председателем правления акционерного общества «Towarzystwo Ubezpieczeń na Życie Cardif Polska» и генеральным директором «Cardif Assurance Risques Divers» в Польше. Также входит в состав наблюдательных советов других коммерческих компаний, в том числе Pocztylion Arka PTE и BBI Development. В 2012–2016 также был заместителем председателя ревизионной комиссии Польской страховой ассоциации. В 2016 стал вице-председателем правления PKO Bank Polski, в июне 2021 назначен председателем. В октябре того же года ушёл с должности.
В марте 2022 назначен послом Польши во Франции и занял эту должность в апреле того же года. Также был аккредитован в Монако.